# Halina Sarul
Halina Marta Sarul (ur. 15 lutego 1948 w Kożuchach) – polska lekarka, samorządowiec, działaczka opozycji w okresie Polskiej Rzeczypospolitej Ludowej.

## Życiorys
Ukończyła w 1971 studia w Akademii Medycznej w Białymstoku. Uzyskała specjalizację II stopnia w zakresie chirurgii ogólnej i specjalizację I stopnia z chirurgii dziecięcej. Od 1971 zawodowo związana ze Szpitalem Powiatowym w Giżycku. Od 1987 zajmowała stanowisko zastępcy ordynatora oddziału chirurgii ogólnej tego szpitala, a od 1992 do listopada 2008 pełniła funkcję dyrektora tej placówki, która pod koniec jej urzędowania nie posiadała zadłużenia. W grudniu 2008 została dyrektorem Szpitala Powiatowego w Mrągowie, pełniła tę funkcję do września 2012.
W 1980 wstąpiła do „Solidarności”. Była wiceprzewodniczącą lokalnego Komitetu Założycielskiego, była członkiem zarządu MKZ w Giżycku, weszła także w skład władz Regionu Pojezierze. Reprezentowała regionalne struktury NSZZ „S” na I Krajowym Zjeździe Delegatów w Gdańsku. Po wprowadzeniu stanu wojennego została internowana na okres od 13 grudnia 1981 do 29 marca 1982. Po zwolnieniu kontynuowała działalność opozycyjną w strukturach podziemnych, zajmowała się kolportażem prasy drugiego obiegu i organizowaniem pomocy dla represjonowanych. Zatrzymana w 1983 podczas podróży apostolskiej Jana Pawła II w Polsce, przez kilka kolejnych lat utrudniano jej uzyskiwanie zawodowych awansów.
W 1989 stanęła na czele miejskiego Komitetu Obywatelskiego. W III RP należała do ROAD, Unii Demokratycznej, Unii Wolności. Z tej ostatniej odeszła w 2004, przystępując później do Platformy Obywatelskiej. Z listy PO w wyborach samorządowych w 2006 uzyskała mandat radnej sejmiku warmińsko-mazurskiego. W 2010 została radną powiatu giżyckiego z listy lokalnego komitetu, uzyskując największą liczbę głosów spośród wszystkich kandydatów. Cztery lata później z powodzeniem ubiegała się o reelekcję. W wyborach w 2018 uzyskała natomiast mandat radnej miejskiej w Giżycku. W wyborach w 2024 nie ubiegała się o reelekcję.

## Odznaczenia
W 2011, za zasługi w działalności na rzecz przemian demokratycznych w Polsce, została odznaczona Złotym Krzyżem Zasługi.